# ميروسلاف فيلدمان
ميروسلاف فيلدمان (بالكرواتية: Miroslav Feldman)‏ هو كاتب مسرحي وشاعر كرواتي، ولد في 28 ديسمبر 1899 في فيروفيتيكا في كرواتيا، وتوفي في 30 مايو 1976 في زغرب في كرواتيا.

## وصلات خارجية
- ميروسلاف فيلدمان على موقع IMDb (الإنجليزية)